# Artes marciales mixtas en Rusia
Las artes marciales mixtas en Rusia son un deporte popular en el país, con peleadores de talla internacional que fueron campeones mundiales. En septiembre de 2012 se le otorgó el estatus de «deporte nacional» a las MMA en Rusia.

## Historia
La lucha se considera un componente importante del MMA en Rusia debido a su eficacia en el deporte. Otra forma de arte marcial popular es el sambo, que se originó en la Unión Soviética.
En años recientes, la República de Daguestán ha producido numerosos peleadores de artes marciales mixtas que se han hecho un lugar en las grandes ligas. Khabib Nurmagomedov e Islam Makhachev, ambos campeones mundiales en el peso ligero de la Ultimate Fighting Championship (UFC), se habían formado profesionalmente en Daguestán.
En febrero de 2022, tras la «operación militar especial» anunciada por el presidente ruso Vladímir Putin, la Federación Internacional de Artes Marciales Mixtas (IMMAF) suspendió la membresía de la Russian MMA Union. Prohibió a la Federación Rusa participar en todos los Campeonatos de la IMMAF y la organización de eventos en territorio ruso.

## Organizaciones
Entre las grandes promociones de MMA en Rusia están las siguientes: M-1 Global, AMC Fight Nights, Absolute Championship Akhmat, Eagle Fighting Championship, R-1 Federation, Eagles MMA y Fight Club Akhmat.
La Russian MMA Union es el principal organismo regulador dedicado a la popularización y el desarrollo de este deporte en el país. Hasta su suspensión en 2022, fue miembro de la Federación Internacional de Artes Marciales Mixtas (IMMAF), presidida por Radmir Gabdullin.